# 弗勞爾山
70°12′S 67°53′W / 70.200°S 67.883°W
弗勞爾山是南極洲的山峰，位於帕爾默地西部，處於卡爾斯角內陸12公里，海拔高度1,465米，在1935年11月23日由美國探隊家拍攝空中照片，現時由南極條約體系管理。